# 新滩镇街道
新滩镇街道，是中华人民共和国湖南省邵陽市北塔区下辖的一个乡镇级行政单位。

## 行政区划
新滩镇街道下辖以下地区：
新滩镇社区、资新社区、新渡社区、南岗村、杨家垅村和江北农场村。